# 戴可来

戴可来教授

戴可来（1935年6月7日—2015年2月23日），中华人民共和国历史学家，中国共产党党员。河南省南阳市镇平县人。

## 生平
他于1959年毕业于北京大学的历史学系。1959年到1976年之间任职于中央民族学院（今中央民大）历史系和民族研究部工作。其间，参加民族识别工作，主编有《撒拉族简史》。1976年起长期担任郑州大学的教授，专治中越关系史，担任郑州大学越南研究所所长，主编《中国东南亚研究会通讯》。

## 著作
- 《撒拉族简史》
- 《评越南有关西、南沙群岛归属问题的两个白皮书》
- 《南沙群岛史地研究》
- 《越南古籍中“黄沙”、“长沙”不是我国的西、南沙群岛》
- 《宋代早期中越关系》

## 译作
- 《越南通史》 - 译自陈仲金的《越南史略》